# Музей – Куманово
Националната институция Музей – Куманово (на македонска литературна норма: Национална Установа Музеј – Куманово) е археологически, исторически и етнографски музей в град Куманово, Република Македония.
Носител е на много награди, включително 2 пъти Ноемврийска награда – в 1972 и 1986 г.

## Местоположение
Музеят е разположен непосредствено северно от центъра на града, на улица „Тодор Велков“. Разположен е във вилата на богатия индустриалец от Лесковац Живко Стоилкович, изградена в 1926 година в типичния стил на кумановската градска архитектура. В двора е разположен лапидариумът.

## История
Музеят е основан в 1951 година като Градски музей и архив. На 21 декември 1964 година е формирана самостоятелна институция Исторически музей, преименувана в 1979 година на Народен музей – Куманово. На 27 юли 2004 година музеят е преустроен като Национална институция Музей – Куманово.

## Отделения
Музеят има 5 отделения: археологическо, историческо, етнографско, художествено и отделение за евиденция, документация и защита. Съхранява 7000 експоната, представяни чрез постоянната експозиция и чрез временни тематични изложби. Площта на постоянната изложба на приземието и етажа е 250 m2.
Археологическите експонати са в 4 сбирки: праистория, античност, средновековие и нумизматика. Произхождат от 250-те археологически обекта в Кумановско, от които частично проучени са 14.
Най-голям е историческият отдел, който също е в 4 сбирки: национално-революционно движение, междувоенен период, комунистическа съпротива през Втората световна война и социалистически период.
В етнографското отделение има няколко сбирки: народни носии и тъкани – най-многобройна, предмети за лична употреба, кухненски предмети, народно стопанство, народни музикални инструменти и народни обичаи.